# (8372) 1991 VC2
(8372) 1991 VC2 est un astéroïde de la ceinture principale découvert en 1991.

## Description
(8372) 1991 VC2 a été découvert le 9 novembre 1991 à Kushiro (Japon) par Seiji Ueda et Hiroshi Kaneda.

### Caractéristiques orbitales
L'orbite de cet astéroïde est caractérisée par un demi-grand axe de 2,98 UA, un périhélie de 2,72 UA, une excentricité de 0,09 et une inclinaison de 9,25° par rapport à l'écliptique. Du fait de ces caractéristiques, à savoir un demi-grand axe compris entre 2 et 3,2 UA et un périhélie supérieur à 1,666 UA, il est classé, selon la JPL Small-Body Database, comme objet de la ceinture principale.

### Caractéristiques physiques
(8372) 1991 VC2 a une magnitude absolue (H) de 13,0 et un albédo estimé à 0,329.